# Манси, Ридж
Ридж Манси (фр. Ridge Munsy, род. 9 июля 1989, Люцерн, Швейцария) — швейцарский и конголезский футболист, нападающий клуба «Ганза».

## Карьера
Ридж родился в городе Киншасе, Конго. Манси начинал заниматься футболом в швейцарских клубах «Кюснахт» и «Люцерн». В 2007 году он стал привлекаться к играм за основной состав, но за три сезона сыграл лишь 7 матчей в чемпионате и не забил ни одного гола, играя преимущественно за вторую команду — «Люцерн» II. В 2010 году покинул клуб и перешел в Лозанну, и стал участником матча, когда «Лозанне» удалось выбить московский «Локомотив» в серии после-матчевых пенальти. Тем не менее, игроком основы он не стал. Сначала, в 2011 году игрок перешёл в клуб «Ивердон» на правах аренды, а затем и вовсе покинул команду..